# Via Turonensis

Die historischen Jakobswege in Frankreich

Die Via Turonensis ist der nördlichste Jakobsweg durch Frankreich. Ihren Namen hat sie wegen ihres Verlaufs durch die Stadt Tours. Nach Aussage des Pilgerführers im Liber Sancti Jacobi aus der Mitte des 12. Jahrhunderts beginnt die Via Turonensis in Orléans, heute wird jedoch Paris als Startpunkt angesehen.
Insgesamt nennt dieser Pilgerführer vier solcher Startpunkte: Neben Orléans waren es Vézelay, Le Puy-en-Velay und Arles. 1998 hat die UNESCO diese „Wege der Jakobspilger in Frankreich“ als Weltkulturerbe ausgezeichnet.
Die drei nördlichen Wege vereinigen sich in Ostabat zu einem einzigen Weg. Der Weg aus Arles trifft erst in Puente la Reina, also in Spanien, auf den Hauptstrom.

## Verlauf
Der Sammelpunkt für den Pilgerweg liegt in Paris im Quartier du Châtelet, am Turm Saint-Jacques. Er führt dann über die Rue Saint-Jacques zur Pfarrkirche Saint-Jacques-du-Haut-Pas, wo früher die Stadt verlassen wurde.
| Département          | Orte in der Reihenfolge des Erreichens |
| Essonne              | Longpont-sur-Orge – Étréchy – Étampes – Angerville |
| Eure-et-Loir         | Toury |
| Loiret               | Artenay – Orléans – Cléry-Saint-André |
| Loir-et-Cher         | Saint-Laurent-Nouan – Saint-Dyé-sur-Loire – Blois – Chaumont-sur-Loire |
| Indre-et-Loire       | Amboise – Tours – Montbazon – Sainte-Maure-de-Touraine |
| Vienne               | Châtellerault – Poitiers |
| Deux-Sèvres          | Parthenay – Lusignan – Chenay – Celles-sur-Belle – Melle |
| Charente-Maritime    | Aulnay – Saint-Jean-d’Angély – Saintes – Saint-Léger – Pons – Plassac – Mirambeau                                                                                            |
| Gironde              | Blaye – Bordeaux – Gradignan – Canéjan – Cestas – Le Barp – Belin-Béliet – Saugnac-et-Muret                                                                                  |
| Landes               | Moustey – Pissos – Labouheyre – Escource – Onesse-Laharie – Lesperon – Taller – Gourbera – Saint-Paul-lès-Dax – Dax – Saint-Pandelon – Cagnotte – Cauneille – Sorde-l’Abbaye |
| Pyrénées-Atlantiques | Arancou – Ostabat |

## Varianten

### Chartres
Zwischen Paris und Tours:
Rambouillet – Chartres – Bonneval – Châteaudun  – Cloyes-sur-le-Loir – Fréteval – Vendôme  – Lavardin – Montoire-sur-le-Loir – Saint-Jacques-des-Guérets – Château-Renault

### Angoulême
Zwischen Châtellerault und Bordeaux:
Chauvigny – Nouaillé-Maupertuis – Charroux – Saint-Maurice-la-Clouère – Civray – Ruffec – Saint-Amant-de-Boixe – Angoulême – Bourg-Charente – Charmant  – Aignes-et-Puypéroux – Montmoreau-Saint-Cybard  – Cressac-Saint-Genis – Aubeterre-sur-Dronne – Coutras – La Sauve

### Gironde-Mündung
Ab Saintes gibt es eine Variante über Mortagne-sur-Gironde, Talmont-sur-Gironde und Soulac-sur-Mer; ab hier folgt man der Voie de Soulac (Hourtin, Lacanau, Sainte-Hélène) oder dem Ufer der Gironde bis Bordeaux.

## Bildergalerie

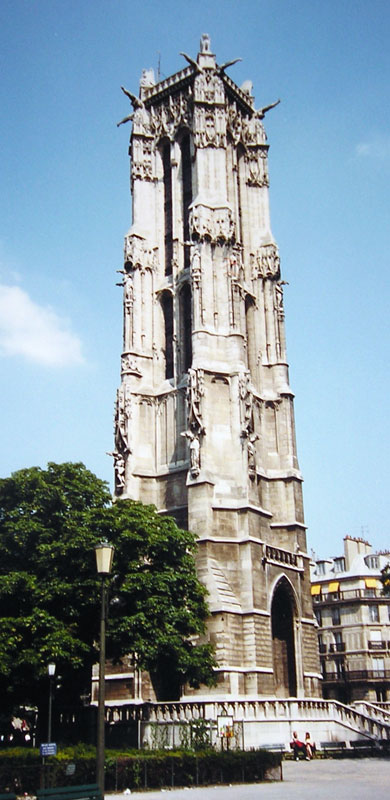
Paris, Tour Saint Jacques
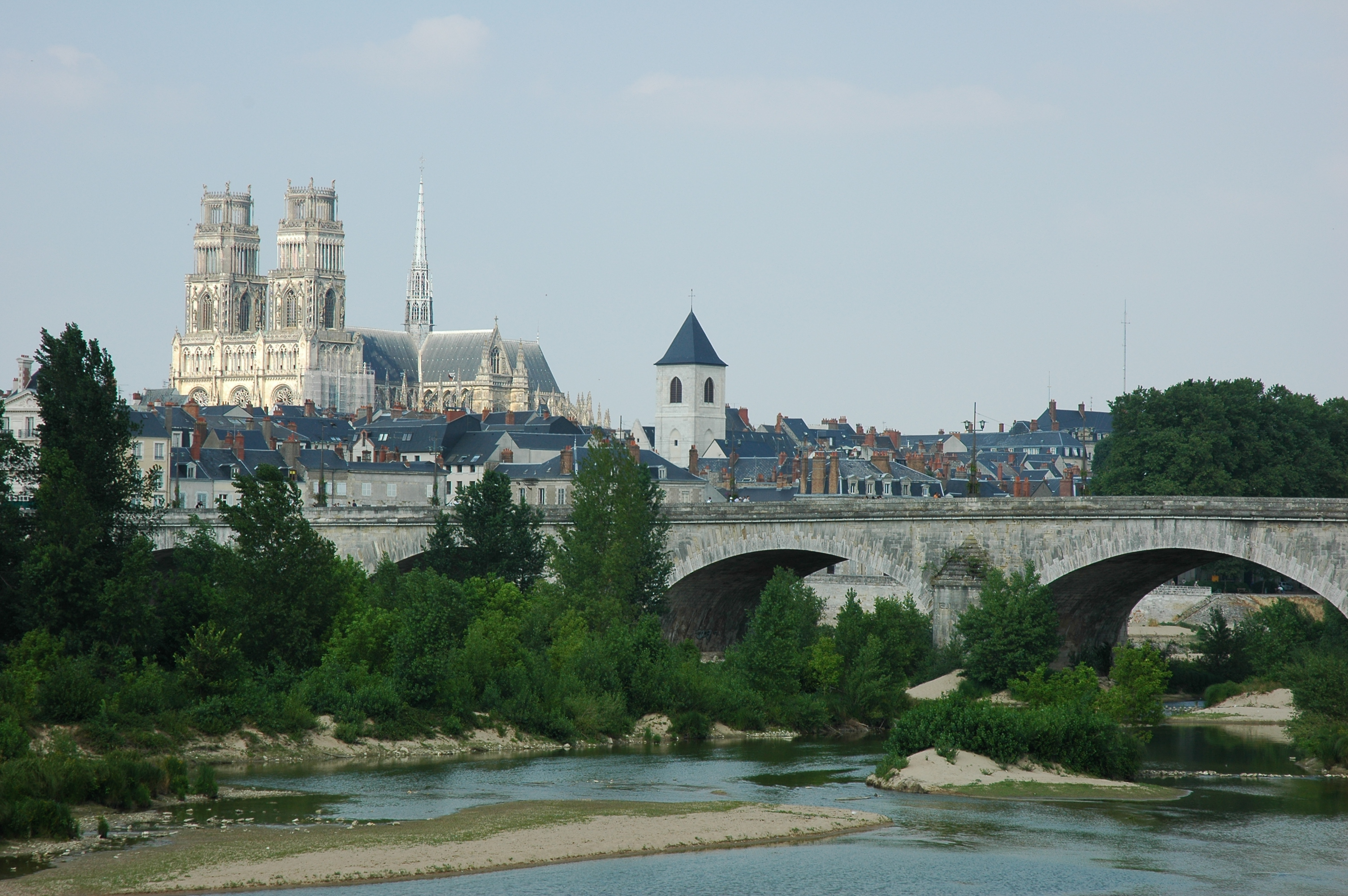
Kathedrale von Orléans
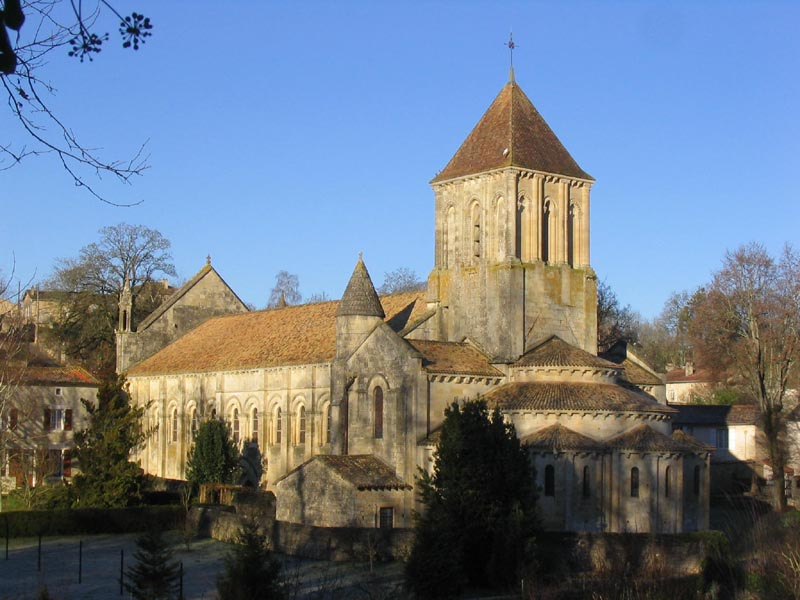
Kirche von Melle
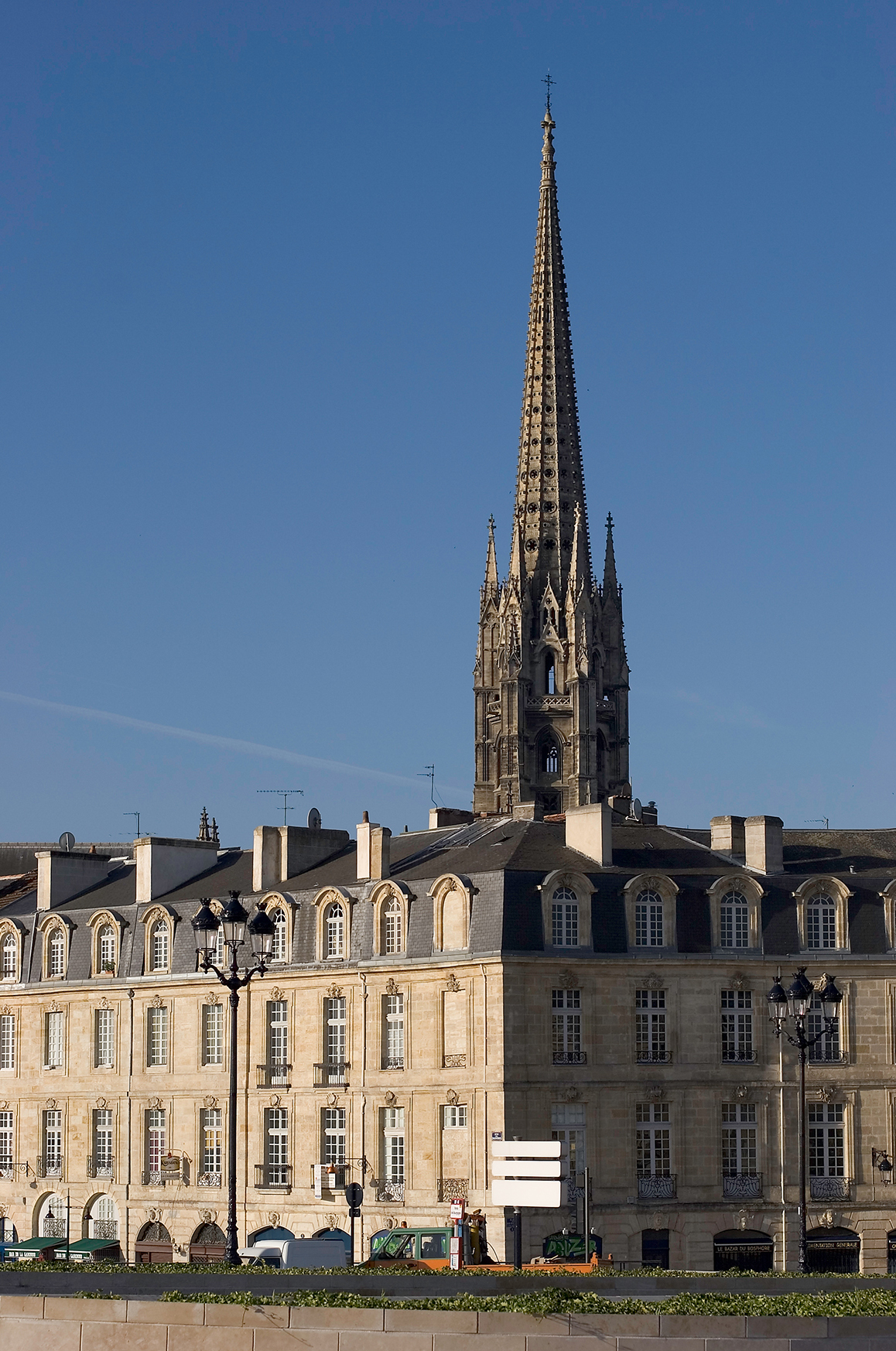
Bordeaux, Basilika St. Michel
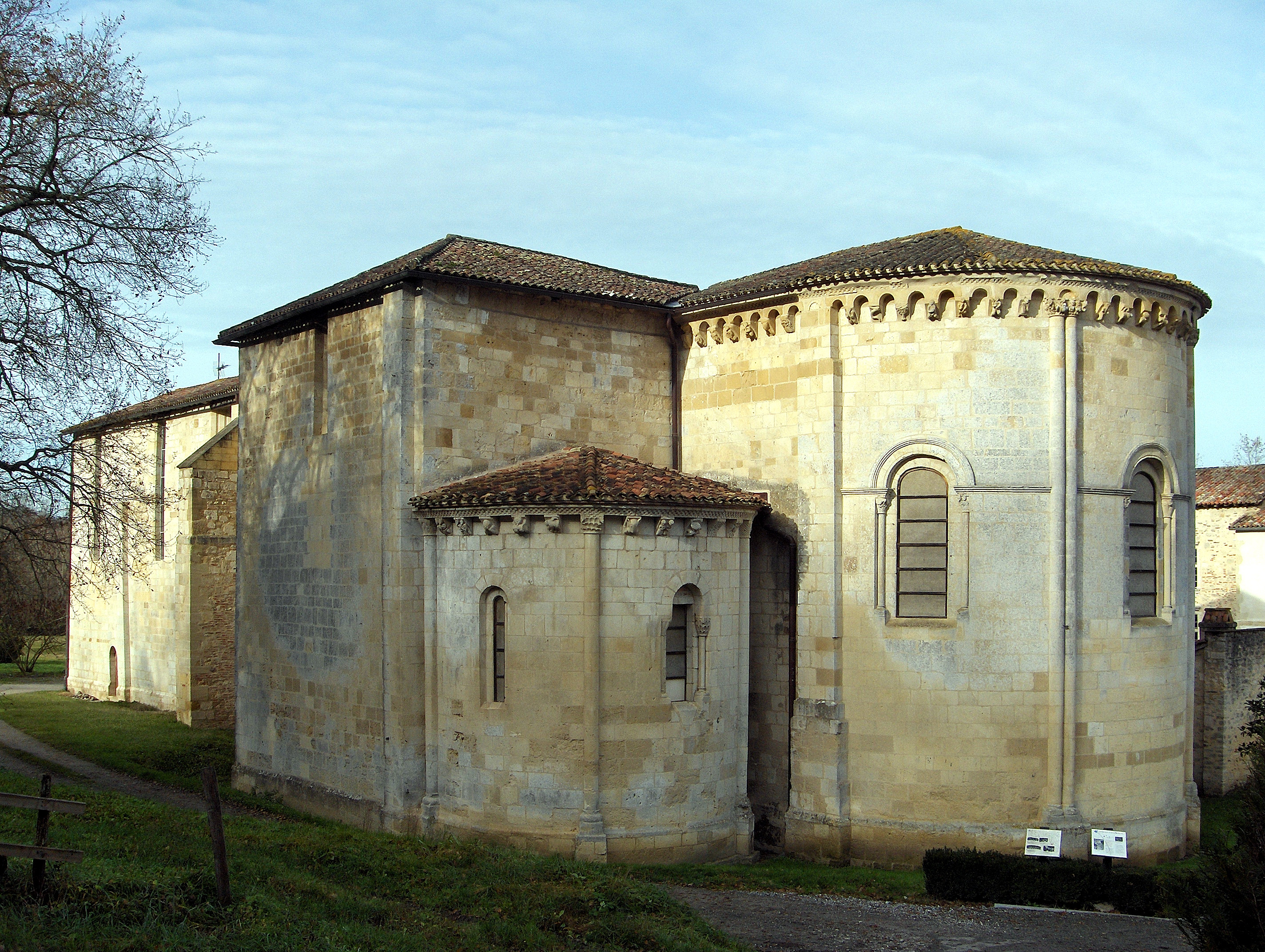
Die Abtei von Arthous
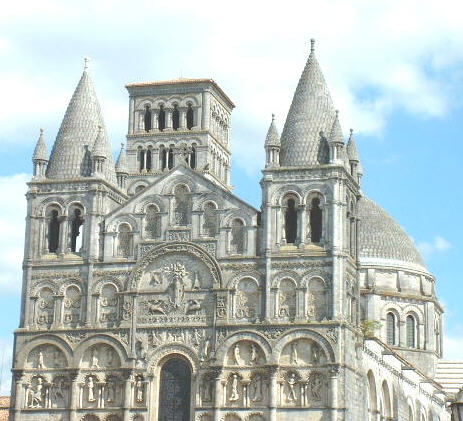
Kathedrale Saint-Pierre in Angoulême